# Sainte-Enimie
Sainte-Enimie (okcitán nyelven Santa-Enimia) - korábbi község Franciaország déli részén, Lozère megyében. 2011-ben 526 lakosa volt. Egyike Franciaország legszebb falvainak, a Tarn-szurdokvölgy idegenforgalmának egyik központja.
2017. január 1-jén Montbrun és Quézac korábbi községgel egyesült és az így létrejött Gorges du Tarn Causses új község része lett.

## Fekvés
Sainte-Enimie a Tarn partján fekszik, mély szurdokvölgyben (Gorges du Tarn), Mende-tól 28 km-re délre, Floractól 27 km-re nyugatra. A szurdokvölgyet két karsztfennsík, északról a Causse de Sauveterre, délről pedig a Causse Méjean határolja. A község területe 87,34 km², mivel a Causse de Sauveterre ritkán lakott fennsíkjának jelentős része hozzátartozik (ezzel a megye 5. legnagyobb területű községe). Területe 444–1096 m-es tengerszint feletti magasságban fekszik.
Számos szórványtelepülés tartozik Sainte-Enimie-hez:
- A Tarn-völgyben: Castlebouc, Prades, Saint-Chély-du-Tarn, Pougnadoires, Hauterives
- A Causse de Sauveterre-en: Champerboux, Sauveterre, Le Bac, Boisset, Dignas, Telsonnières, Roussac, La Périgouse, Nissoulougres, Cabrunas

Sainte-Enimie-t északról Chanac, Balsièges és Saint-Bauzile, keletről Ispagnac, Quézac és Montbrun, délről Mas-Saint-Chély, nyugatról pedig La Malène és Laval-du-Tarn községek határolják.

## Történelem
A környék a neolitikumban is lakott volt, ennek emlékei a Causse de Sauveterre-on található dolmenek. Az ókorban Burlatis nevű település állt itt. Nevét a 6. században élt meroving hercegnőről, Sainte Enimie-ről kapta, aki az itteni forrásban megfürödve gyógyult meg a leprából és ezért kegyhelyet alapított a causse oldalában. 951-ben I. Étienne mende-i püspök bencés monostort alapított itt, mely körül kis település alakult ki. Miután 1060-ban megtalálták Sainte Enimie sírját, egyben fontos zarándokhellyé is vált. A 18. századra az egyház hatalma hanyatlásnak indult, a monostort elhagyták. Lakói gyümölcs- és szőlőtermesztéssel, valamint juhtartással (a fennsíkon) foglalkoztak.
1793-ban a jakobinus diktatúra alatt a község a Puy-Roc nevet kapta, de hamarosan visszakapta régi nevét. Az 1880-as években a filoxérajárvány elpusztította szőlőit. 1905-ben megnyitották a Gorge du Tarn-ban vezető sziklába vájt országutat (D907), ezzel jelentős lökést adva az idegenforgalomnak. Napjainkban is a ez a legfontosabb gazdasági ágazat.
1972. október 1-jén a korábban önálló Prades községet Sainte-Enimie-hez csatolták. Prades a francia forradalom idején egyesült Castelbouc-de-Prades-du-Tarn községgel.
A község mintegy 500 lakosának fele él magában a faluban, a többi a 25 szétszórt szórványtelepülésen. 2005-ben a község 634 lakóházából 377 (59%) másodlagos lakhelyként (nyaralóként) funkcionált.

### Demográfia

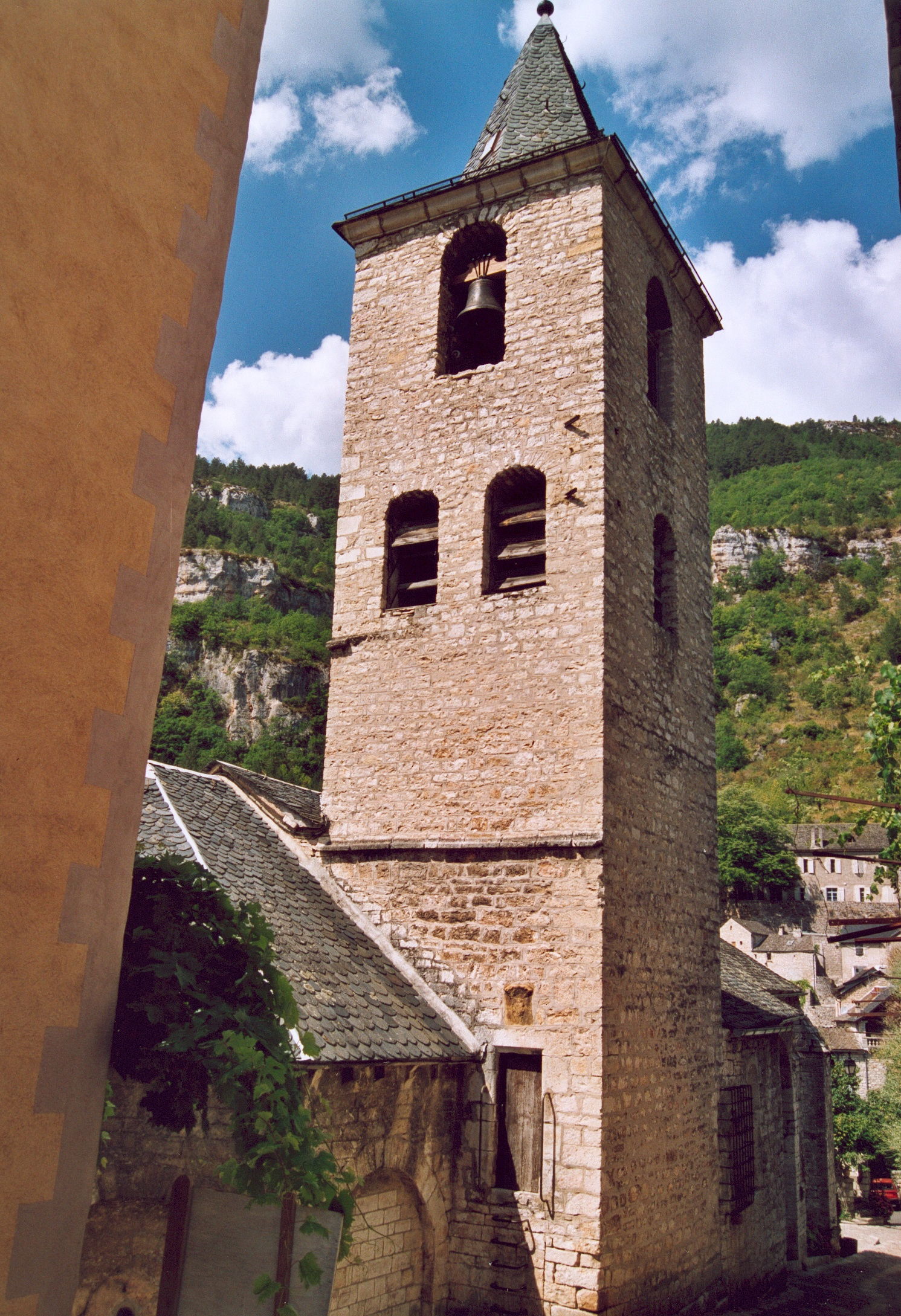
A Notre-Dame-de-Gourg templom

| Év   | Lakosság |
| ---- | -------- |
| 1793 | 1130     |
| 1851 | 1230     |
| 1876 | 1063     |
| 1901 | 1002     |
| 1936 | 611      |

| Év   | Lakosság |
| ---- | -------- |
| 1946 | 554      |
| 1954 | 514      |
| 1962 | 512      |
| 1968 | 436      |

| Év   | Lakosság |
| ---- | -------- |
| 1975 | 564      |
| 1982 | 491      |
| 1990 | 473      |
| 1999 | 509      |
| 2010 | 527      |

## Nevezetességek
- Notre-Dame de Gourg-templom - a 14. században épült, berendezéséhez 12-14. századi faszobrok is tartoznak.
- Monostorerőd - a falu fölé emelkedik. 12. századi refraktóriuma (Salle Capitulaire), mely 24 m hosszú és 6 m magas, máig fennmaradt.
- Burle-forrás - vaucluse-típusú karsztforrás, az ókori Burlatis névadója, Sainte Enimie legendás gyógyulásának helyszíne.
- Ermitage - Sainte-Enimie barlangkegyhelye a fennsíkra vezető szerpentinen át közelíthető meg.

### A környéken
- Saint-Chély-du-Tarn - román stílusú temploma 1155-ben épült. Itt található a sziklafal lábánál a Cénarète-kápolna. Nevét Gévaudan VI. századi püspökéről, Szent Hilaire-ről kapta (Santch Eli).
- Castelbouc - a Tarn bal partján, a falutól 7 km-re délkeletre fekvő kis falu barlanglakásairól és várromjáról ismeretes. Az egykor itt álló várat (mely a hugenották erőssége volt), Gévaudan rendjei 1582-ben leromboltatták.
- Boisset - a falu feletti 17. századi farmon ökológiai múzeumot rendeztek be. A környéken újra meghonosították a muflonokat.
- Hautesrives - a falutól 10 km-re délnyugatra fekvő kis település 12. századi várromjáról híres.
- Pougnadoires - a Tarn kanyarjában (a falutól 5 km-re délnyugatra) fekvő kis település barlanglakásairól nevezetes.
- Champerboux - a Causse de Sauveterre szívében, a falutól 10 km-re északra fekvő kis település már a 12. században a monostor birtoka volt. A causse jellegzetes települése, mészkőből épült házakkal és kis templommal. A Tarn völgye meredek szerpentineken át közelíthető meg.

## Képtár

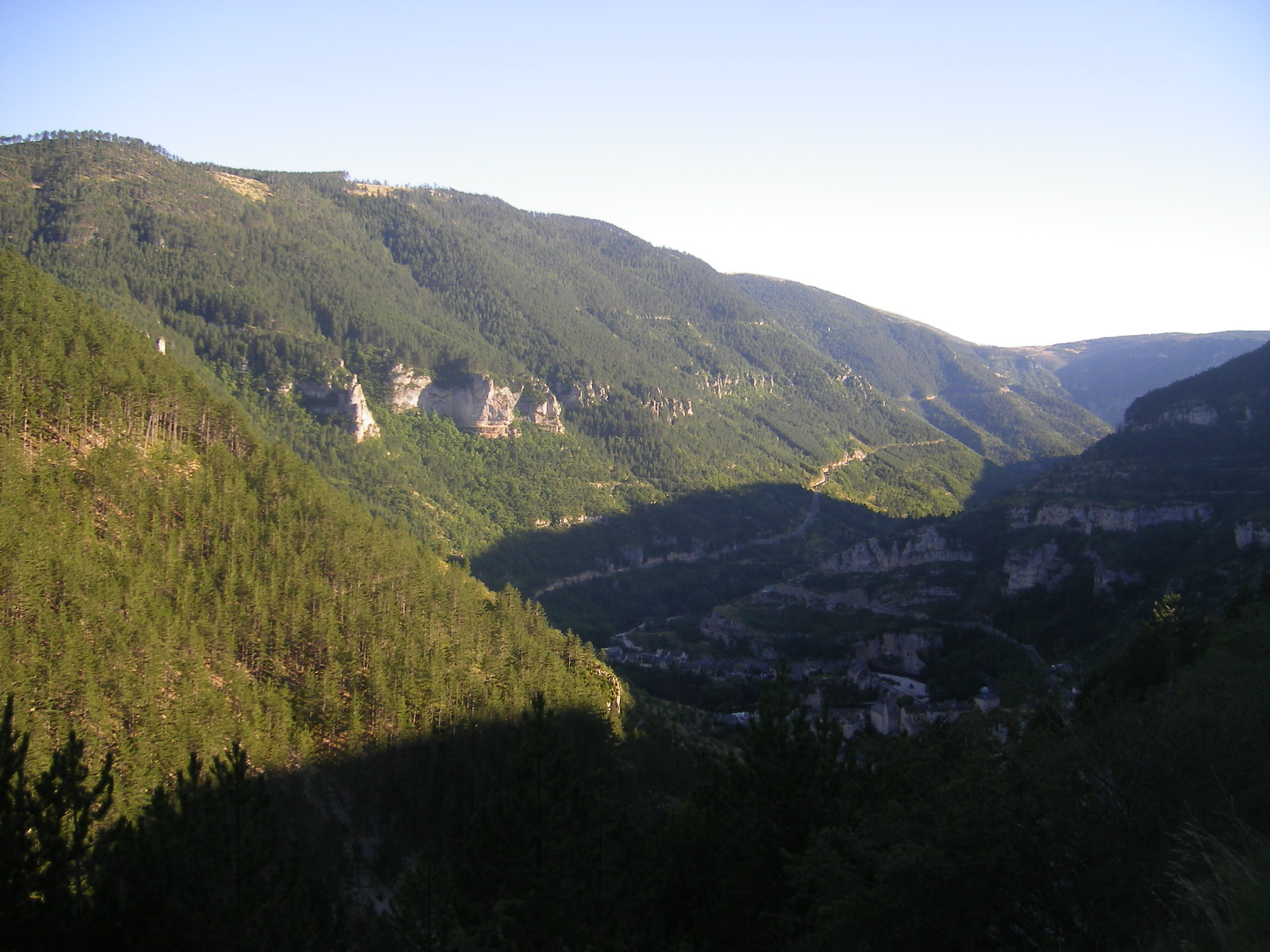
A Tarn szurdokvölgye Sainte-Enimienél
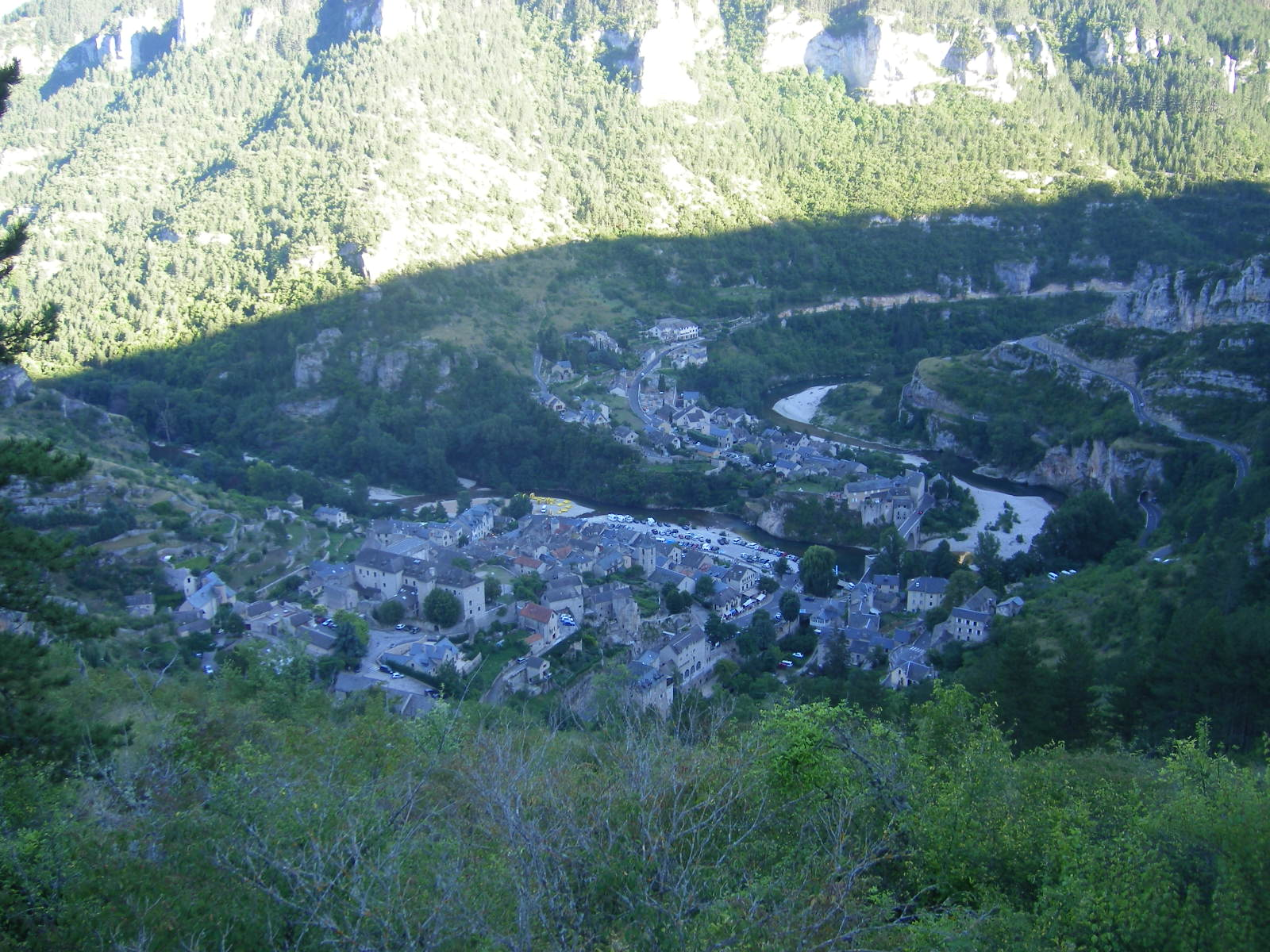
Sainte-Enimie látképe
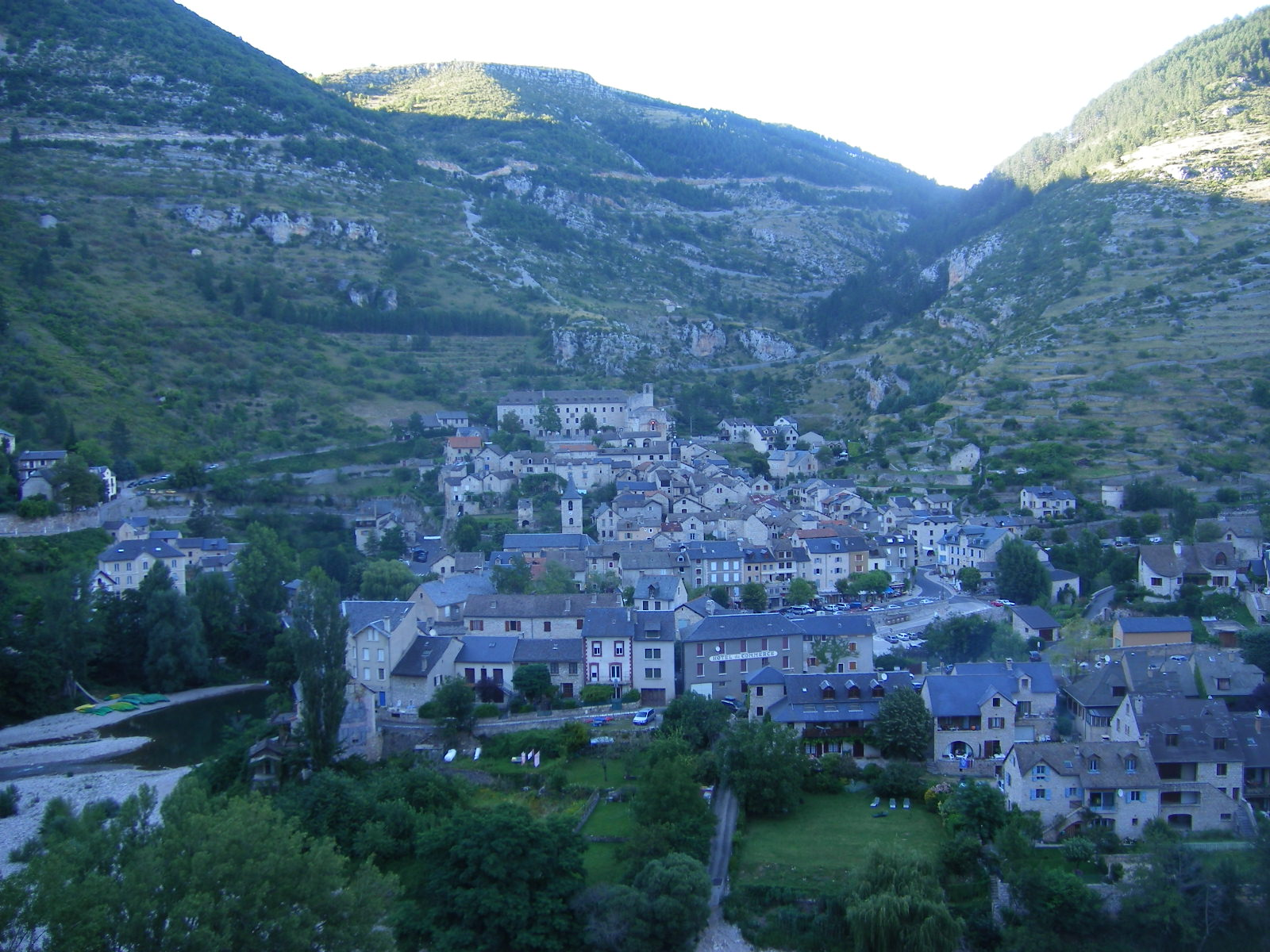
Sainte-Enimie látképe
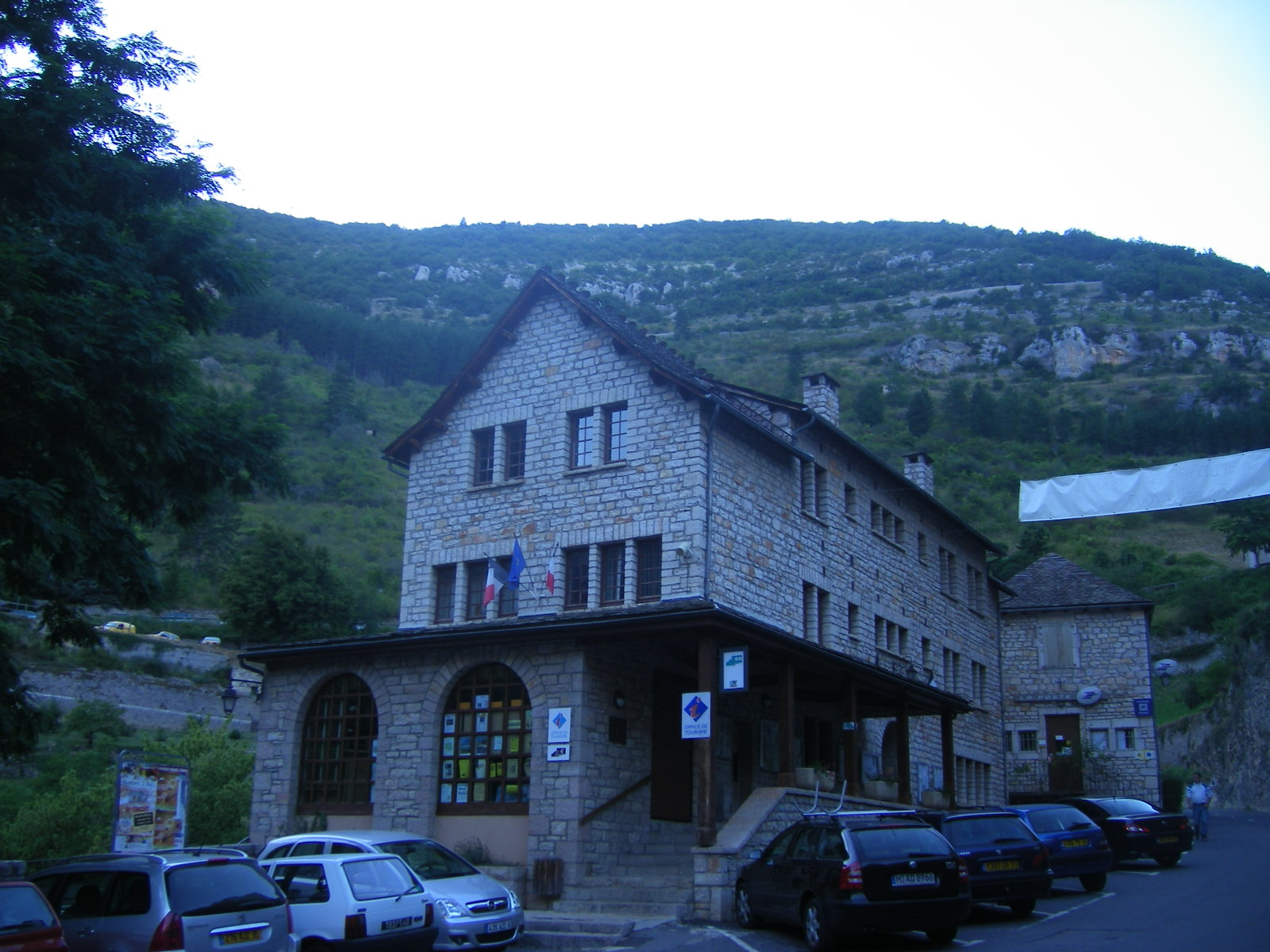
Az idegenforgalmi hivatal épülete
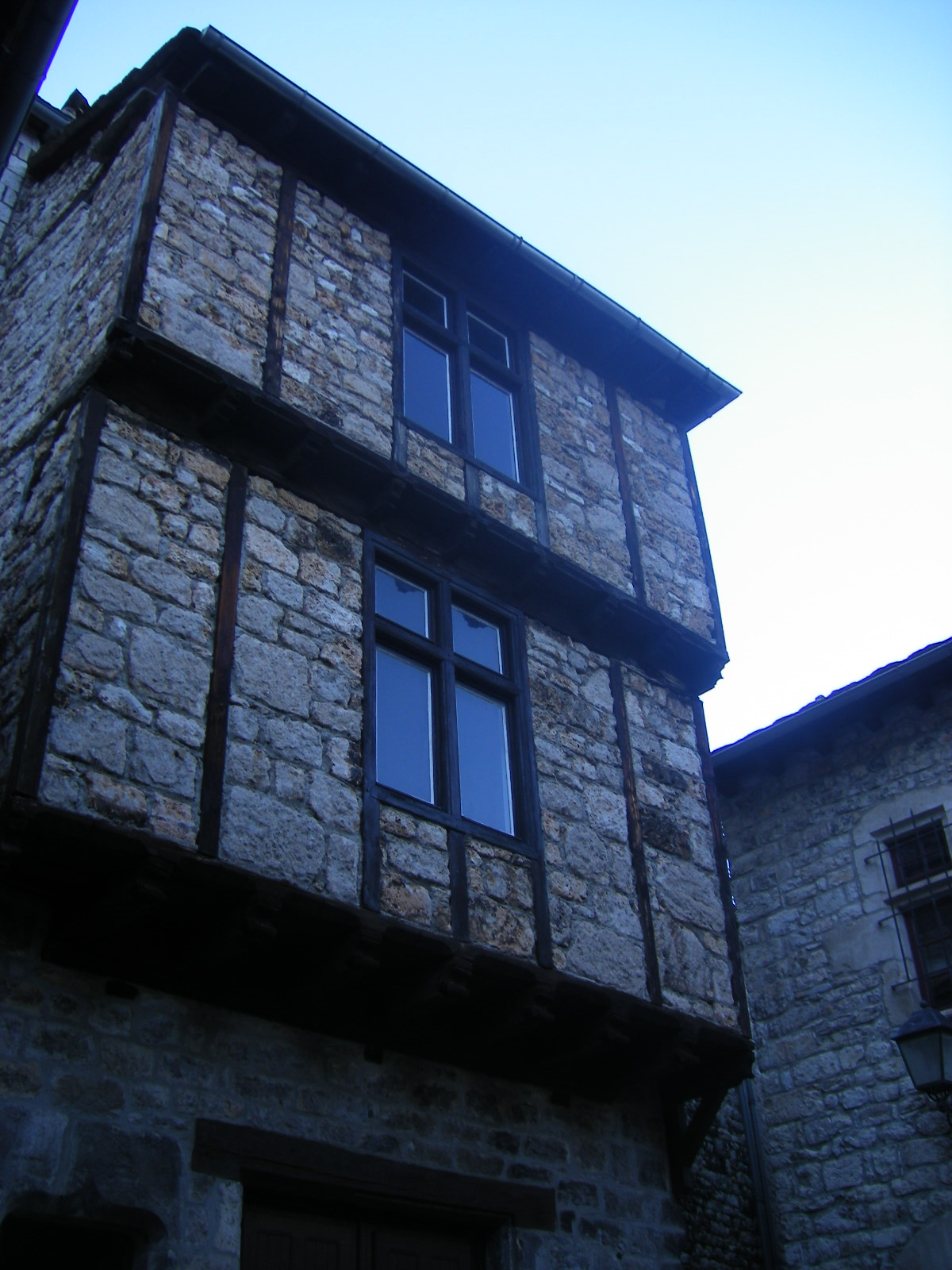
Középkori ház az óvárosban
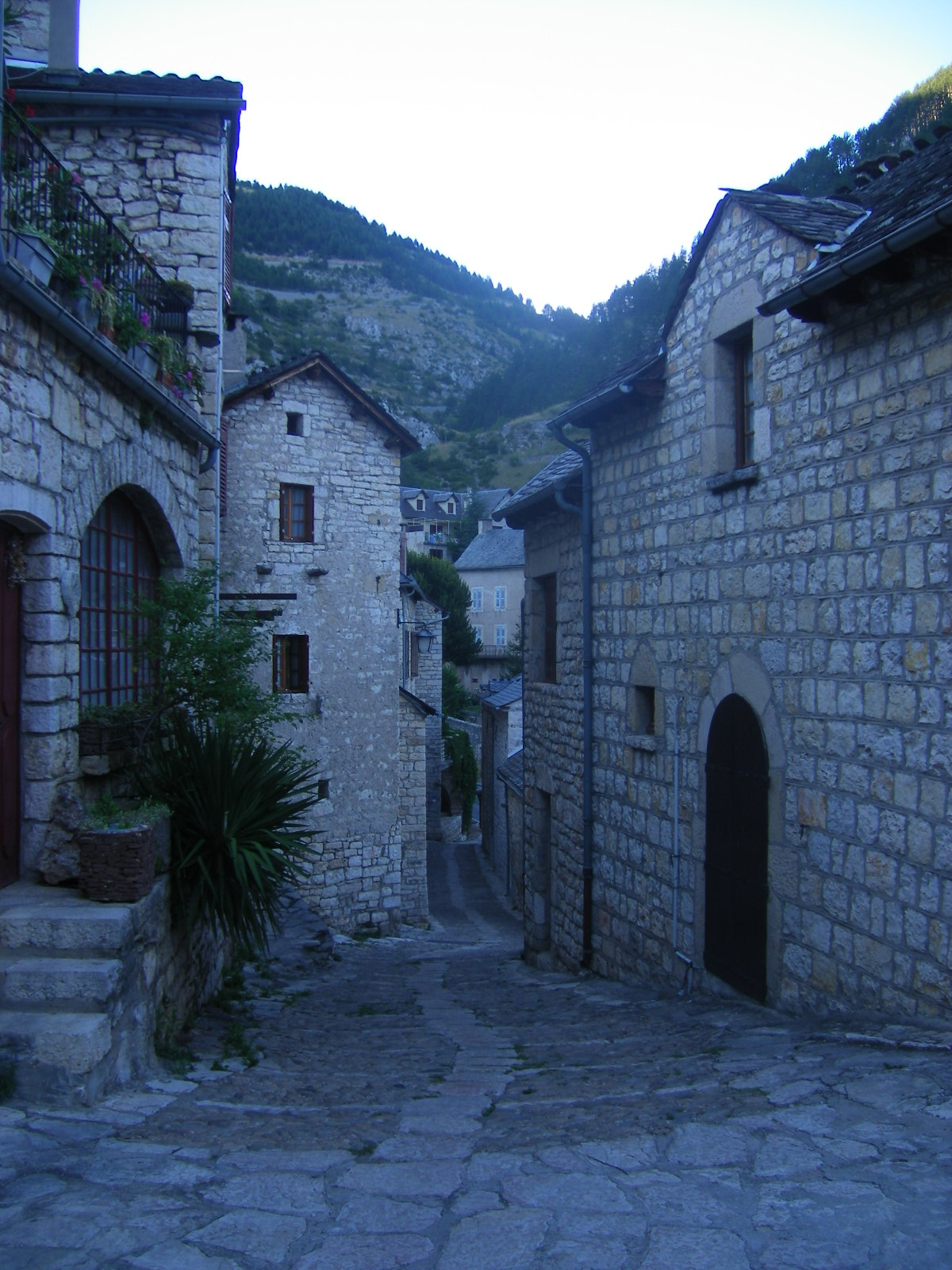
Óvárosi utcák
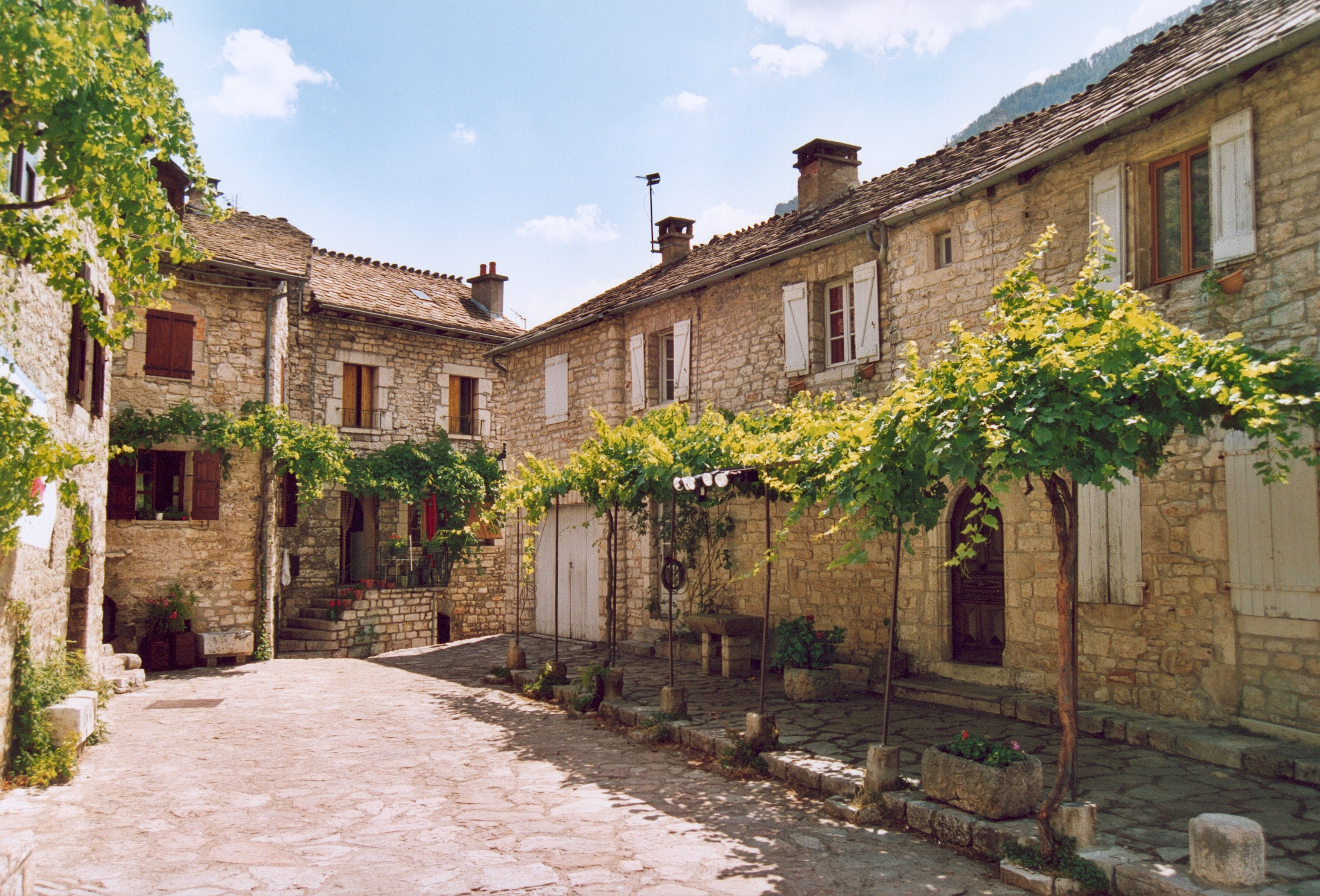
Óváros
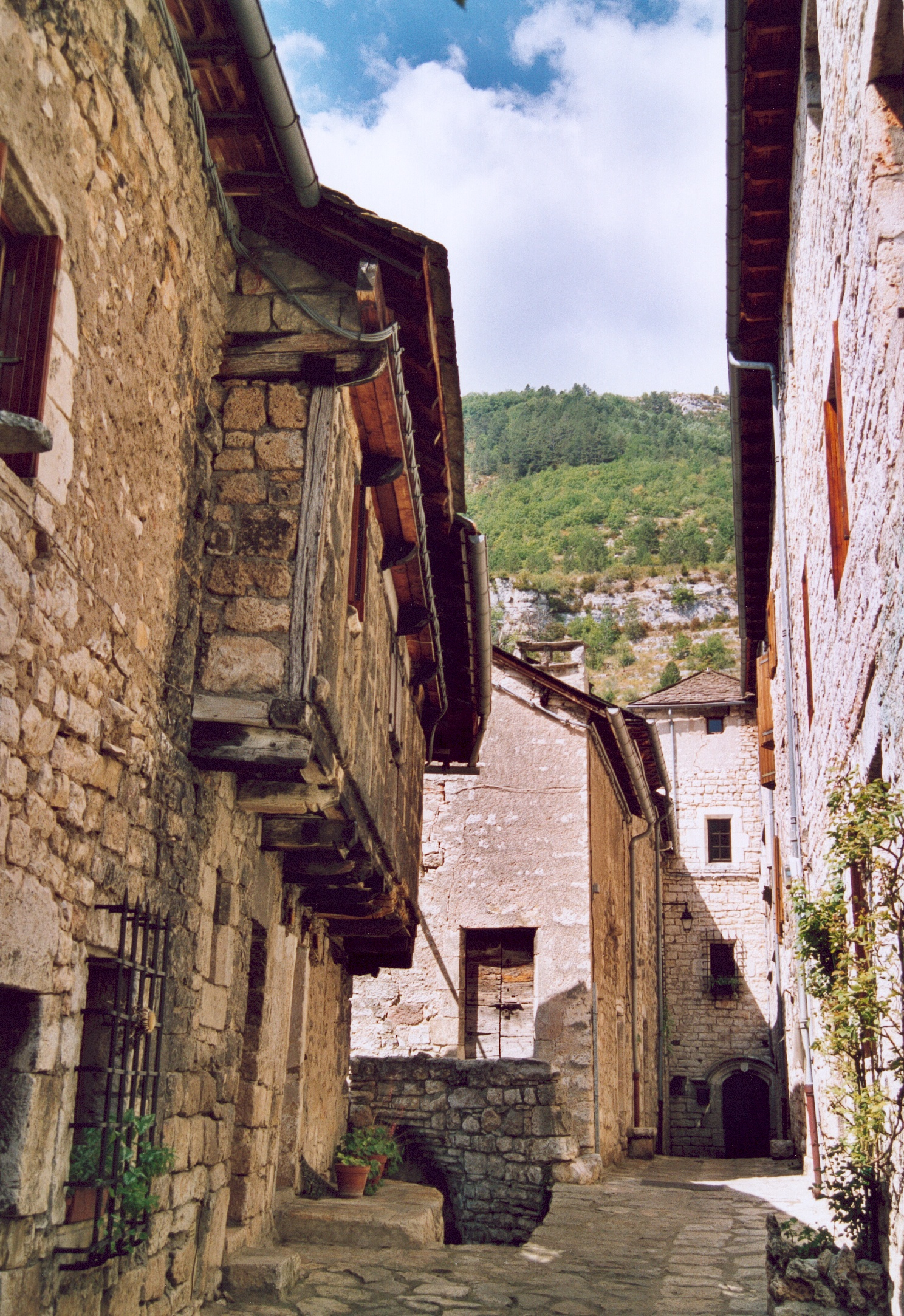
Óvárosi utca
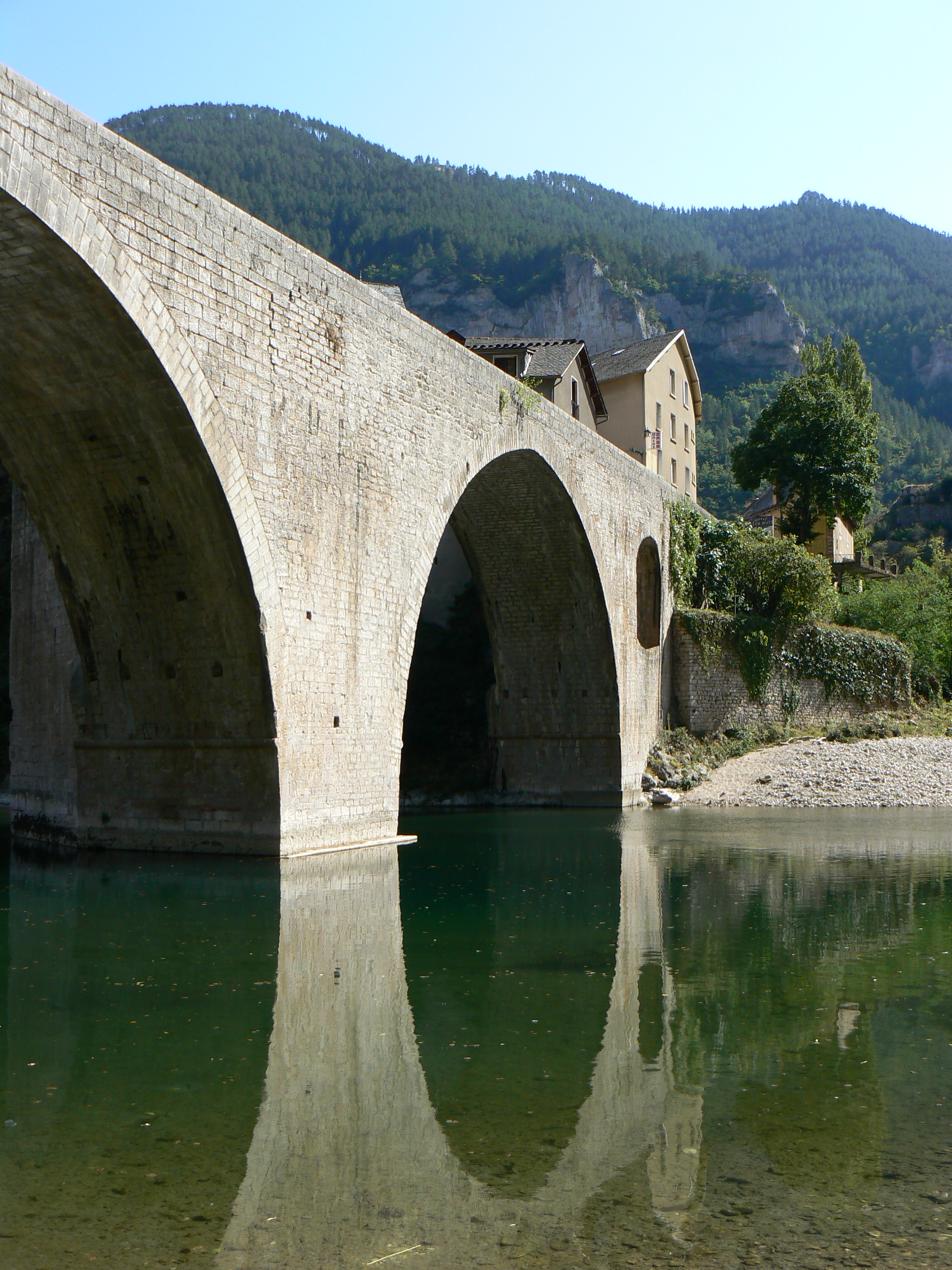
Híd a Tarnon
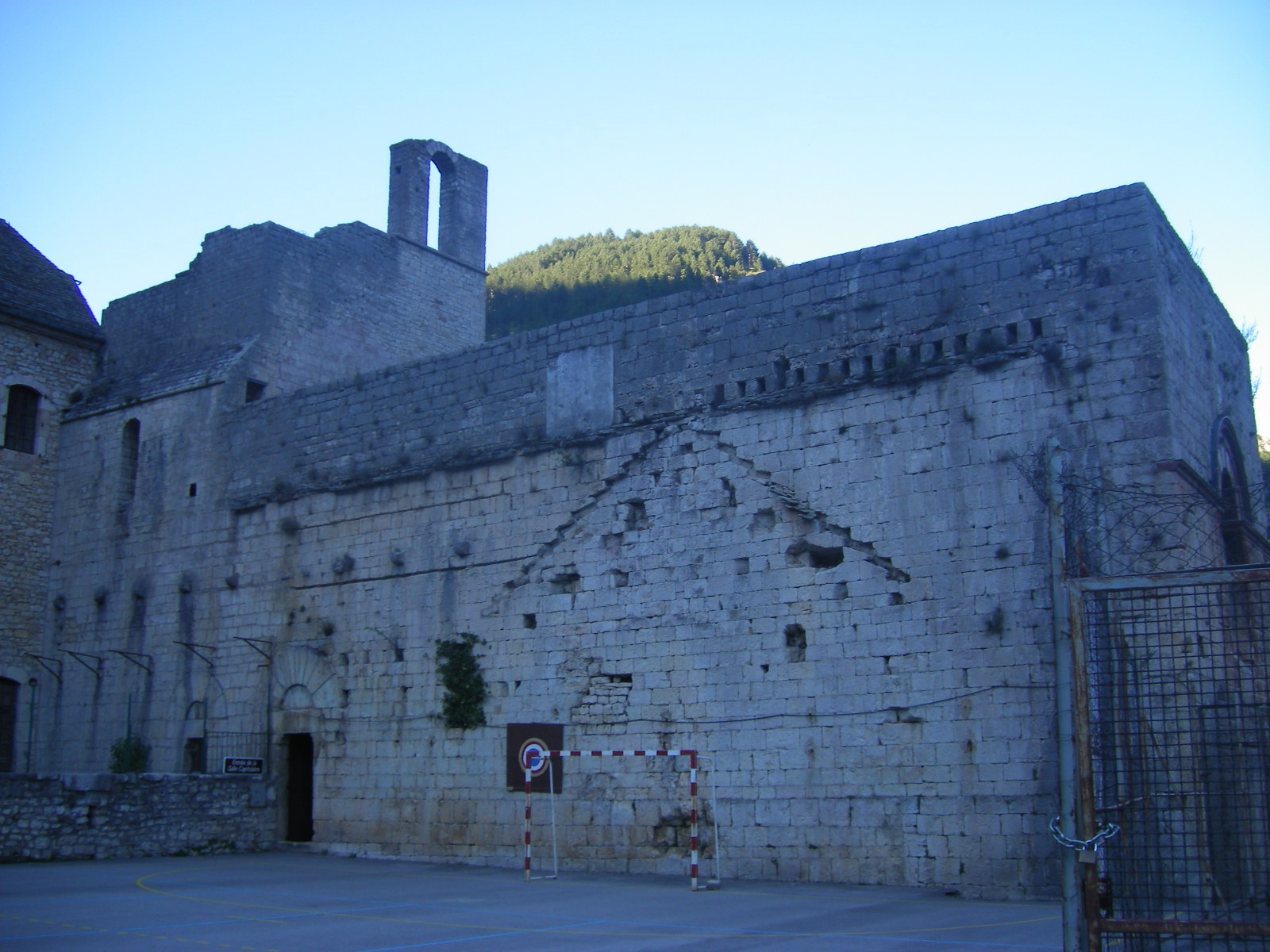
A bencés monostor
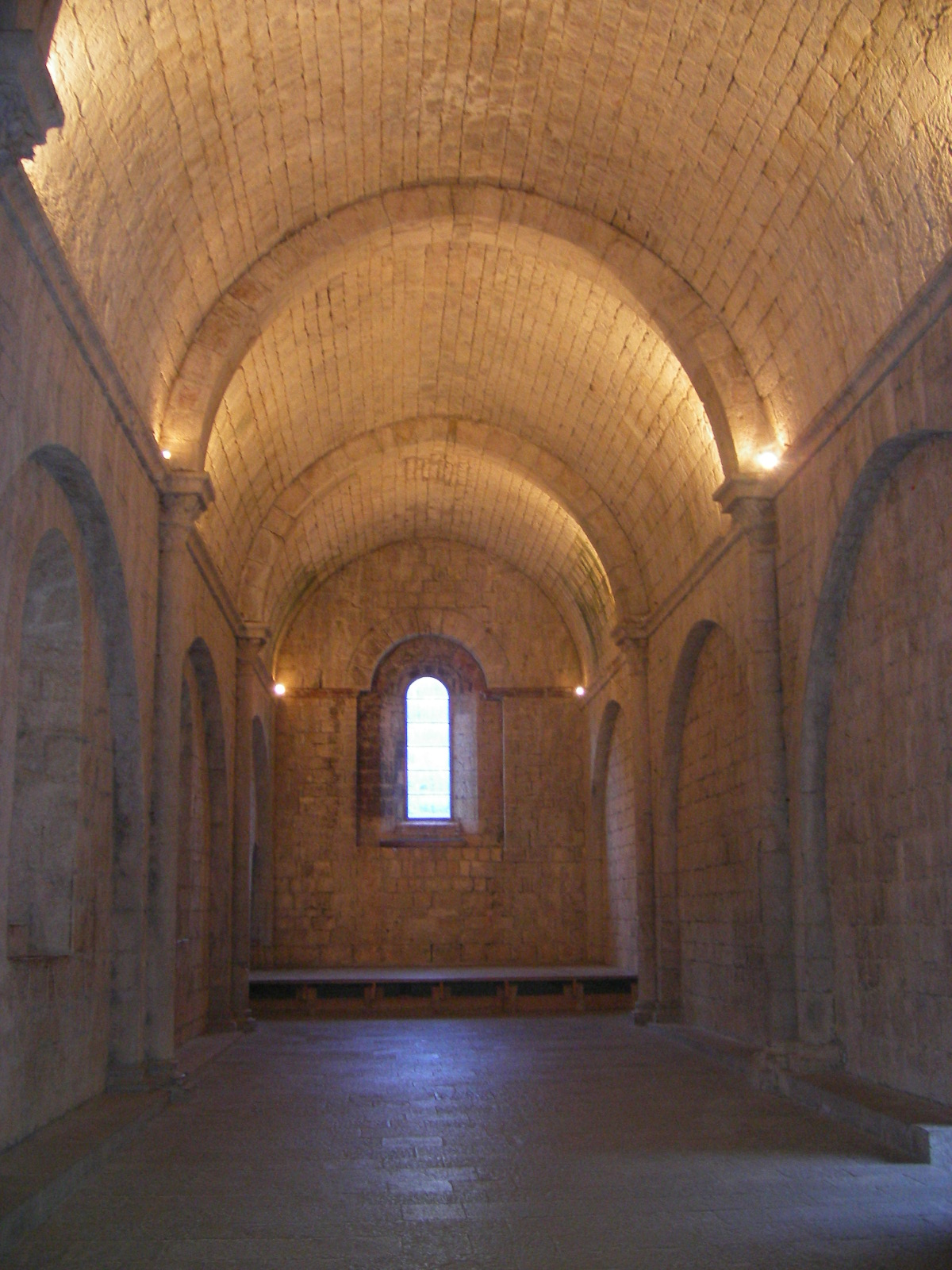
A bencés monostor refraktóriuma
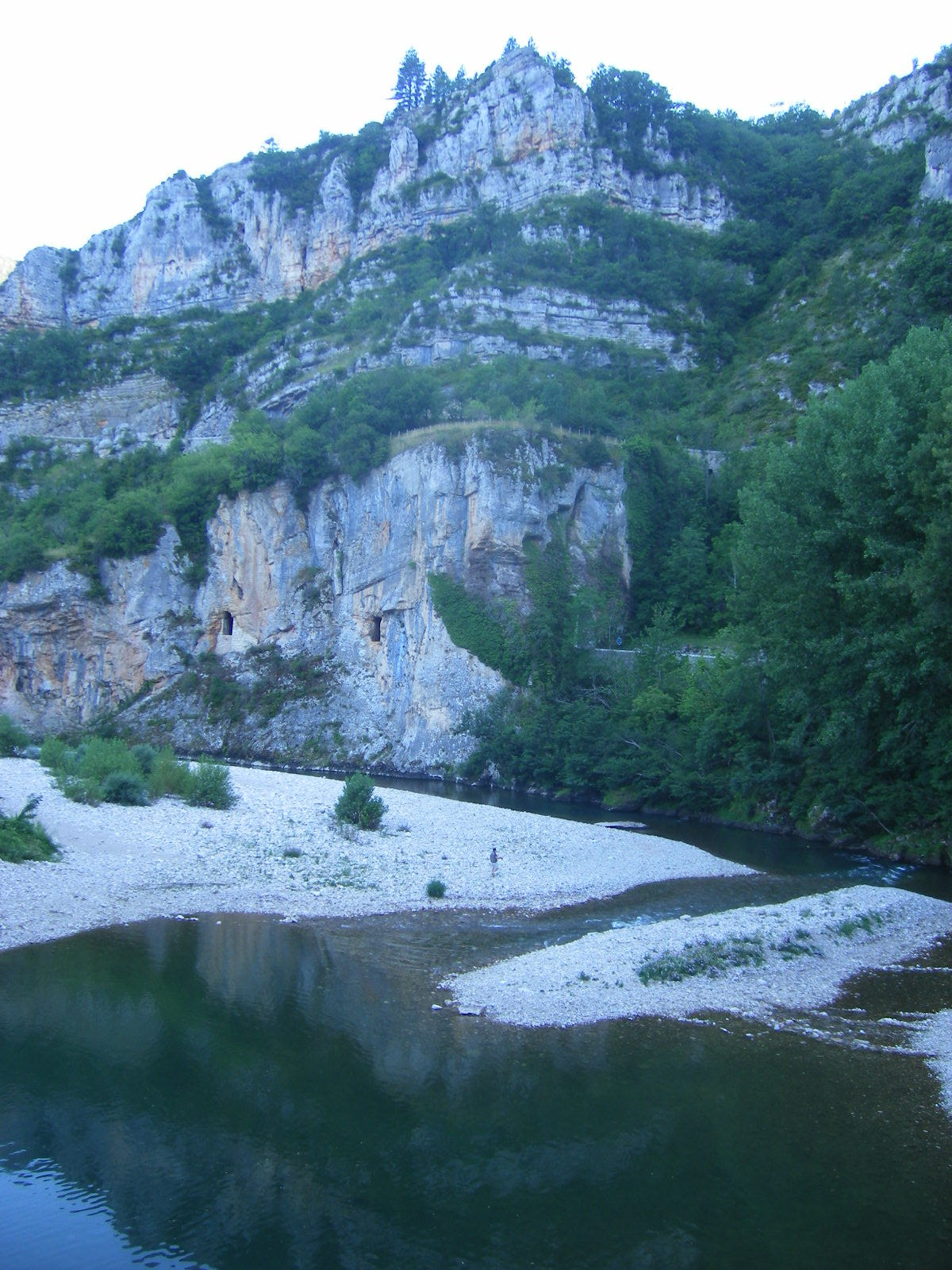
A Tarn Sainte-Enimie-től keletre
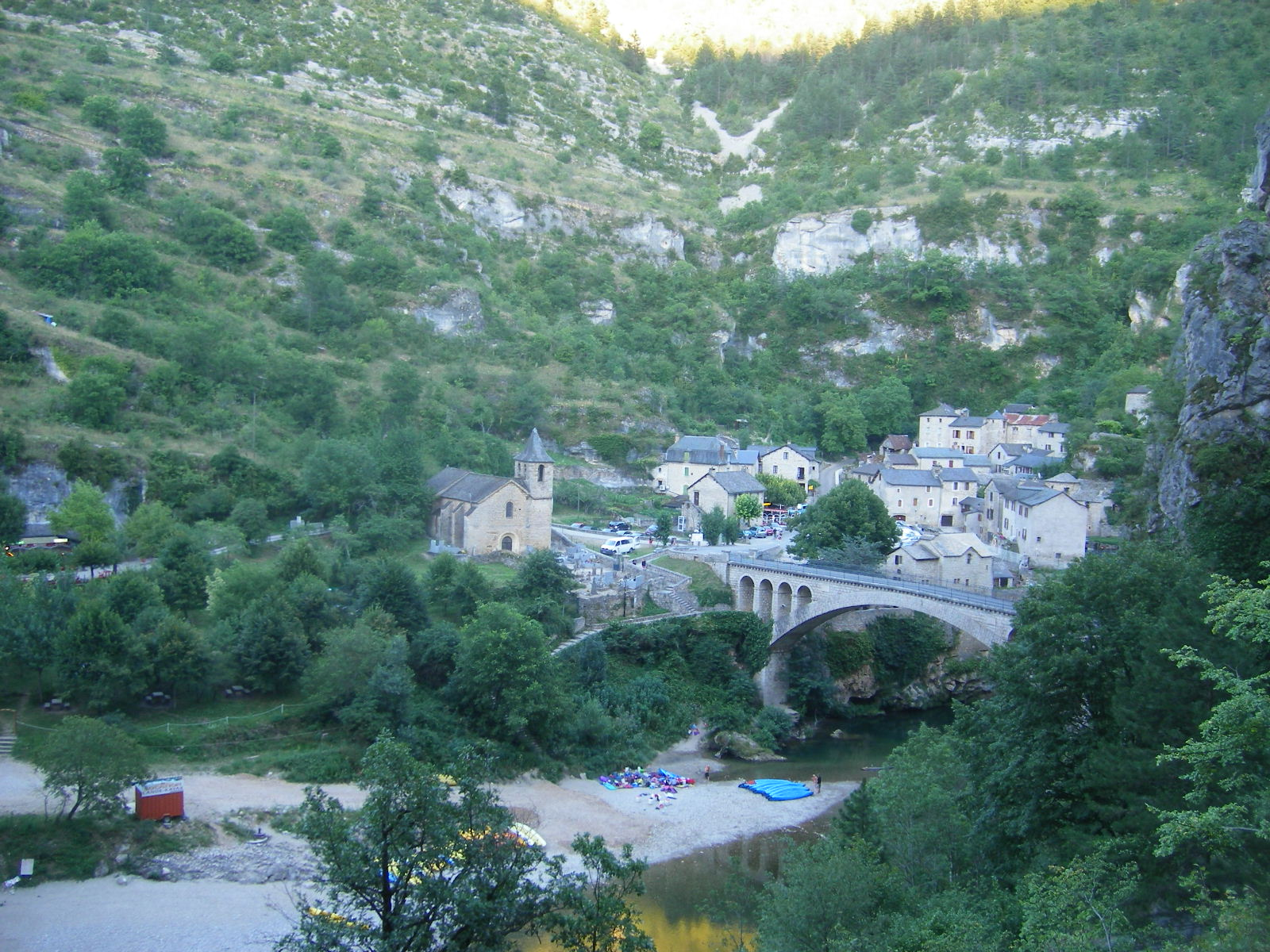
Saint-Chély-du-Tarn
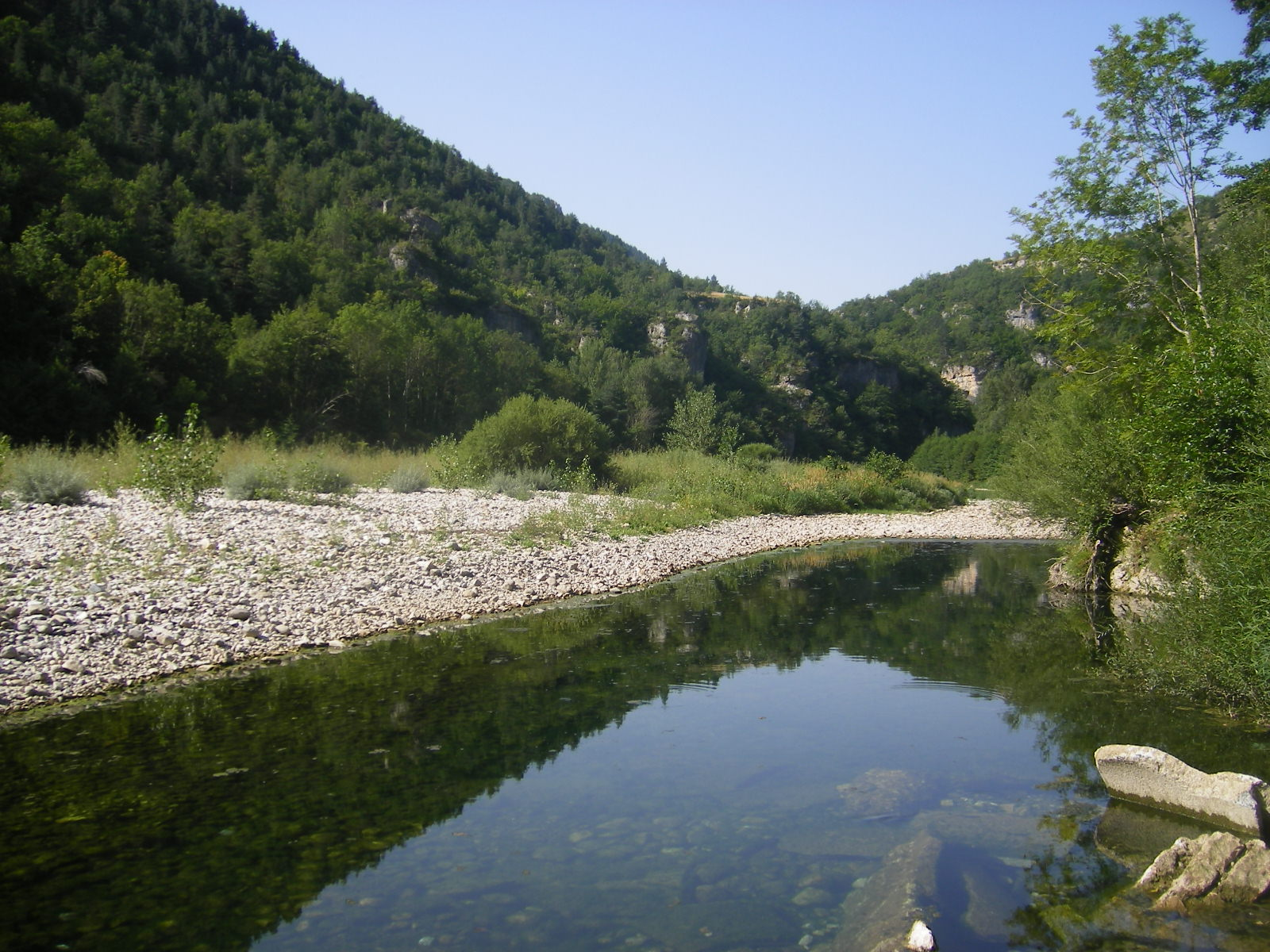
A Tarn szurdokvölgye
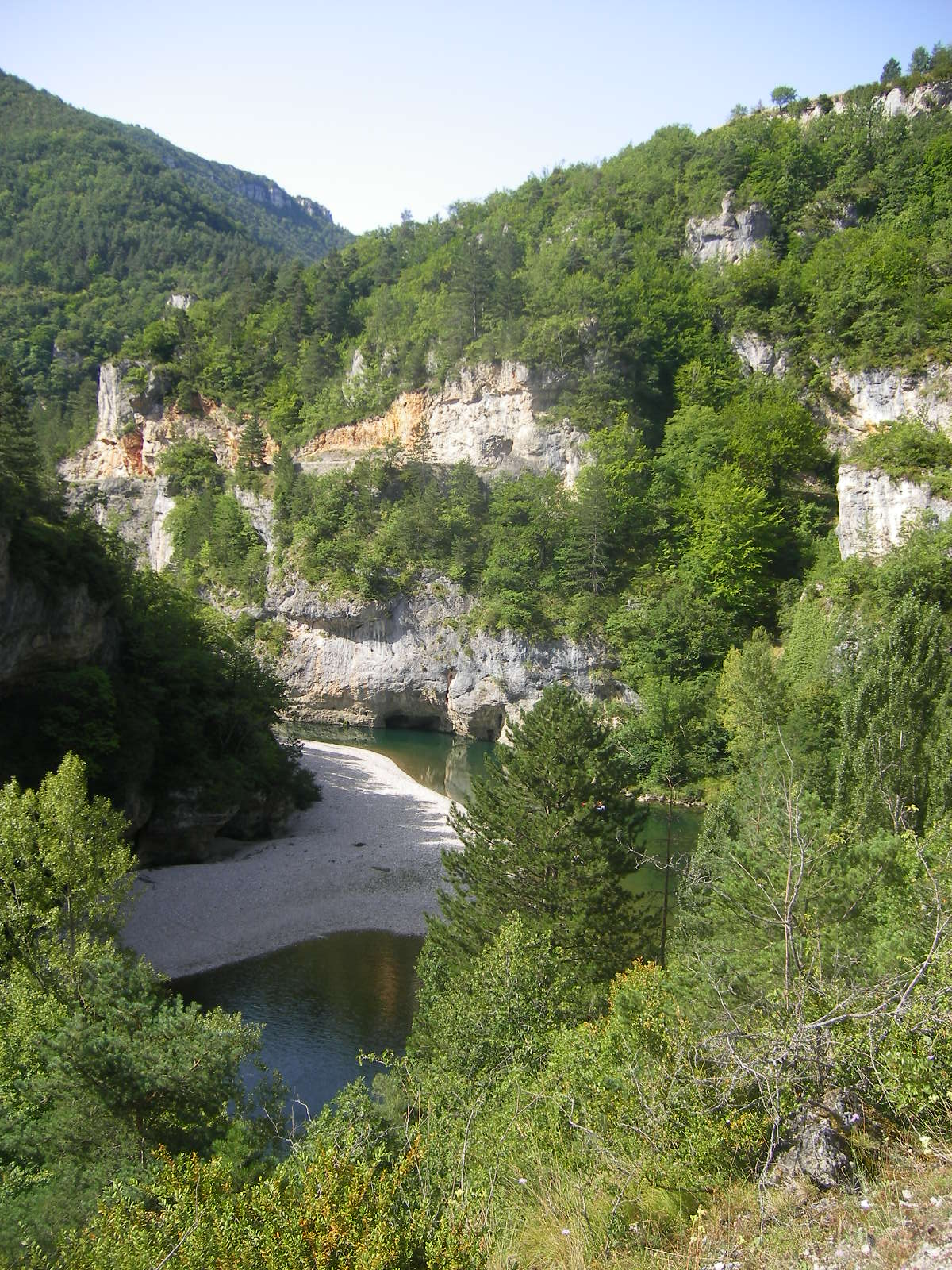
A Tarn szurdokvölgye
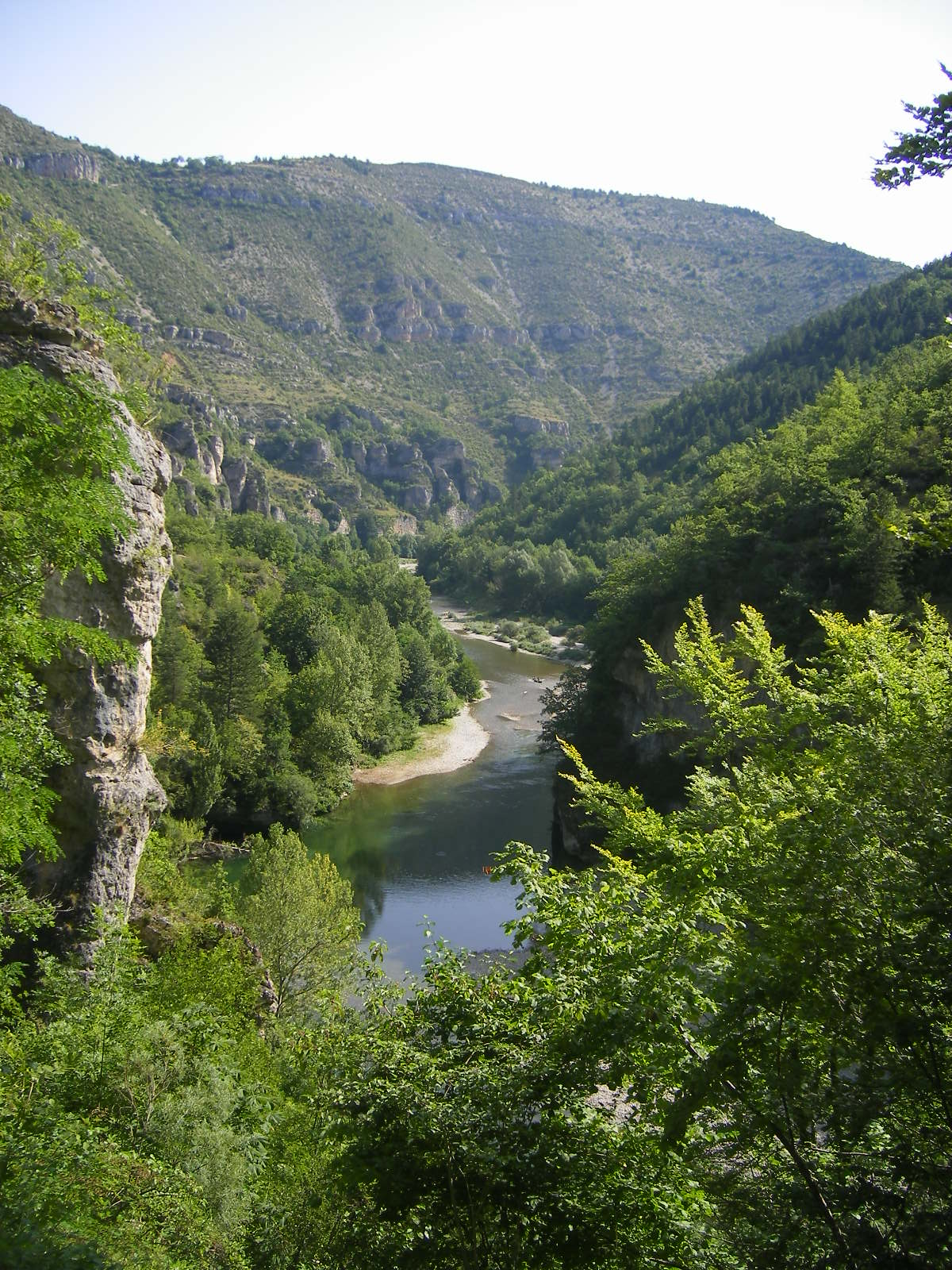
A Tarn szurdokvölgye
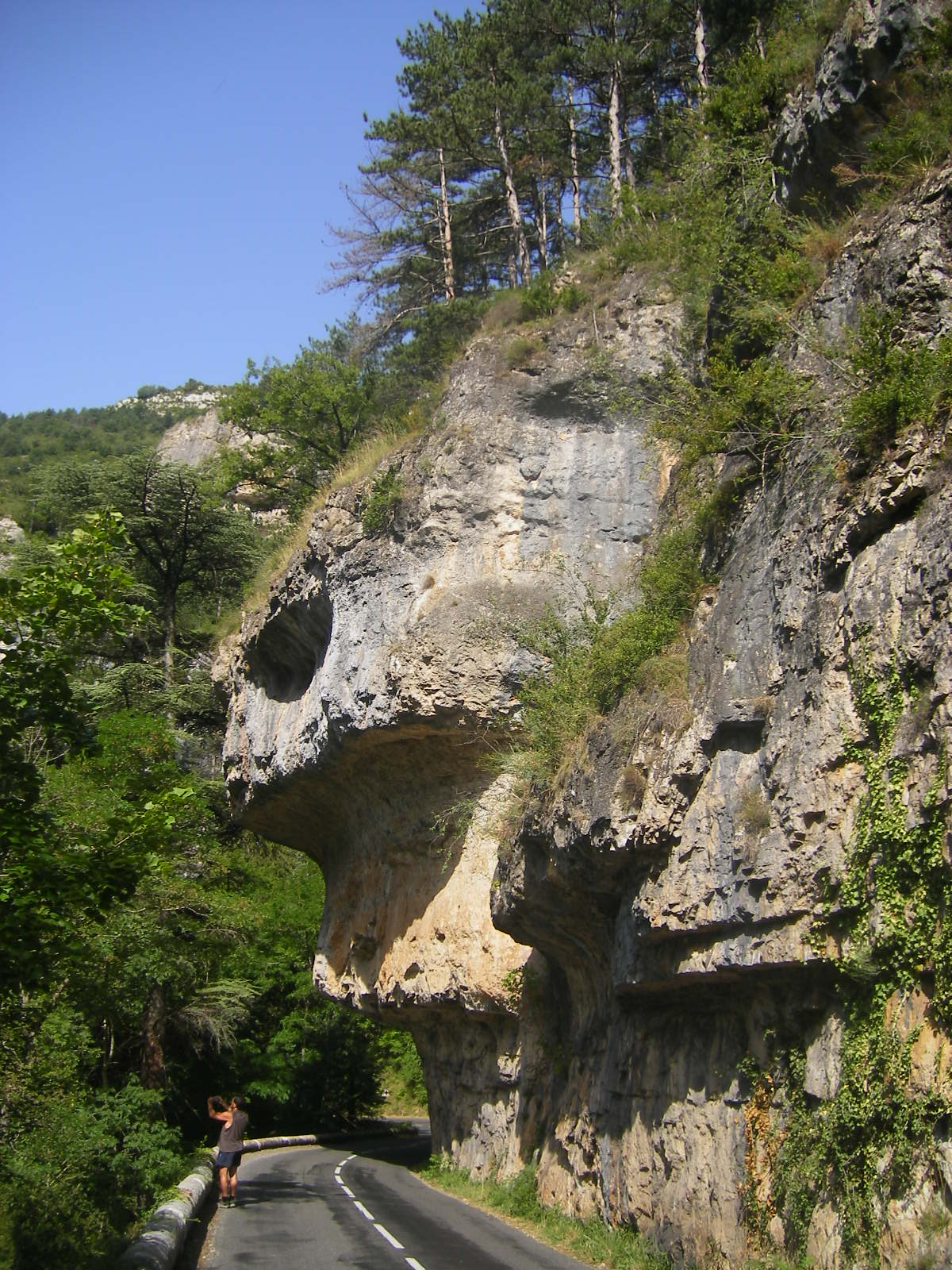
A Tarn mellett haladó országút
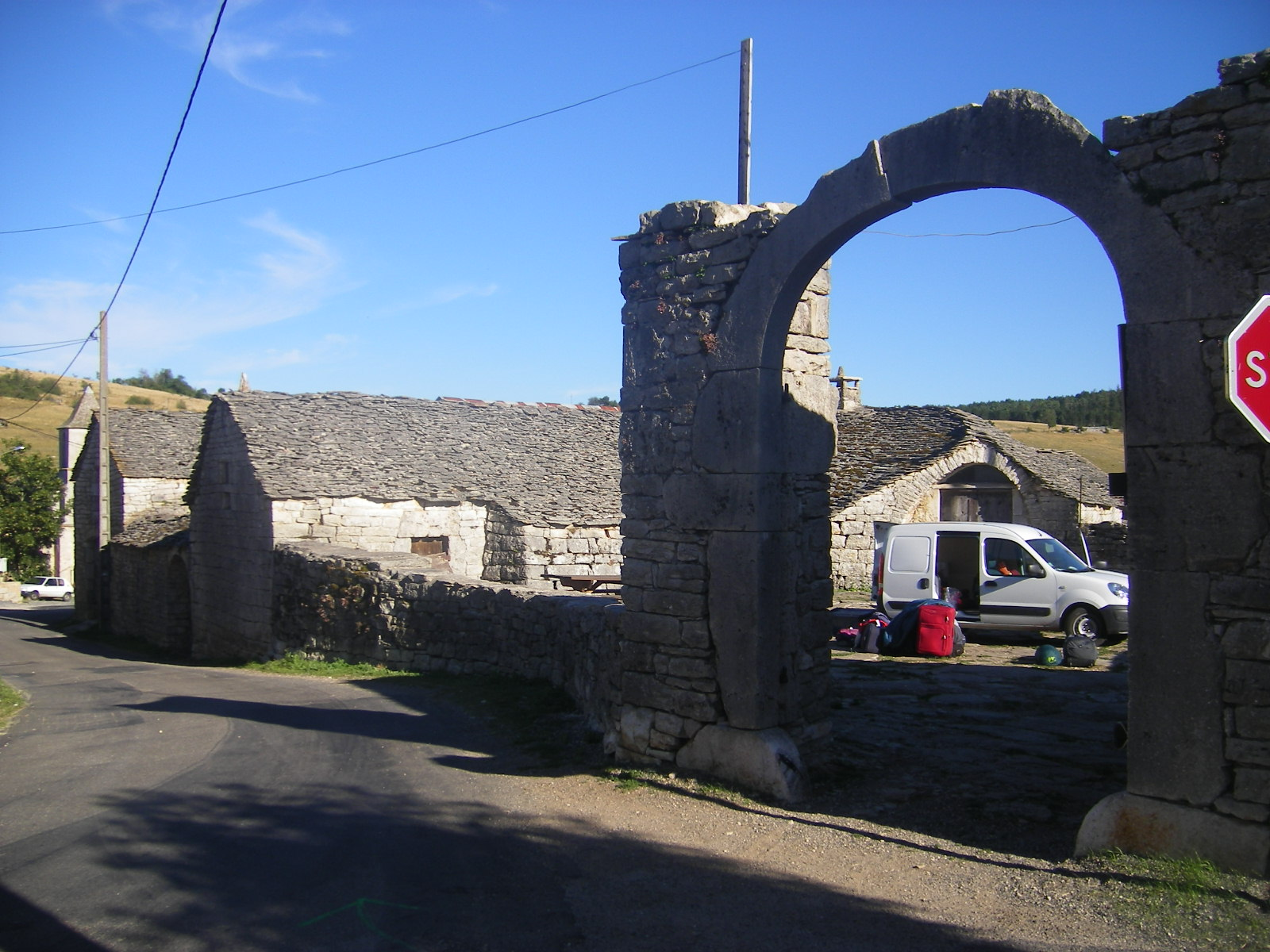
Champerboux
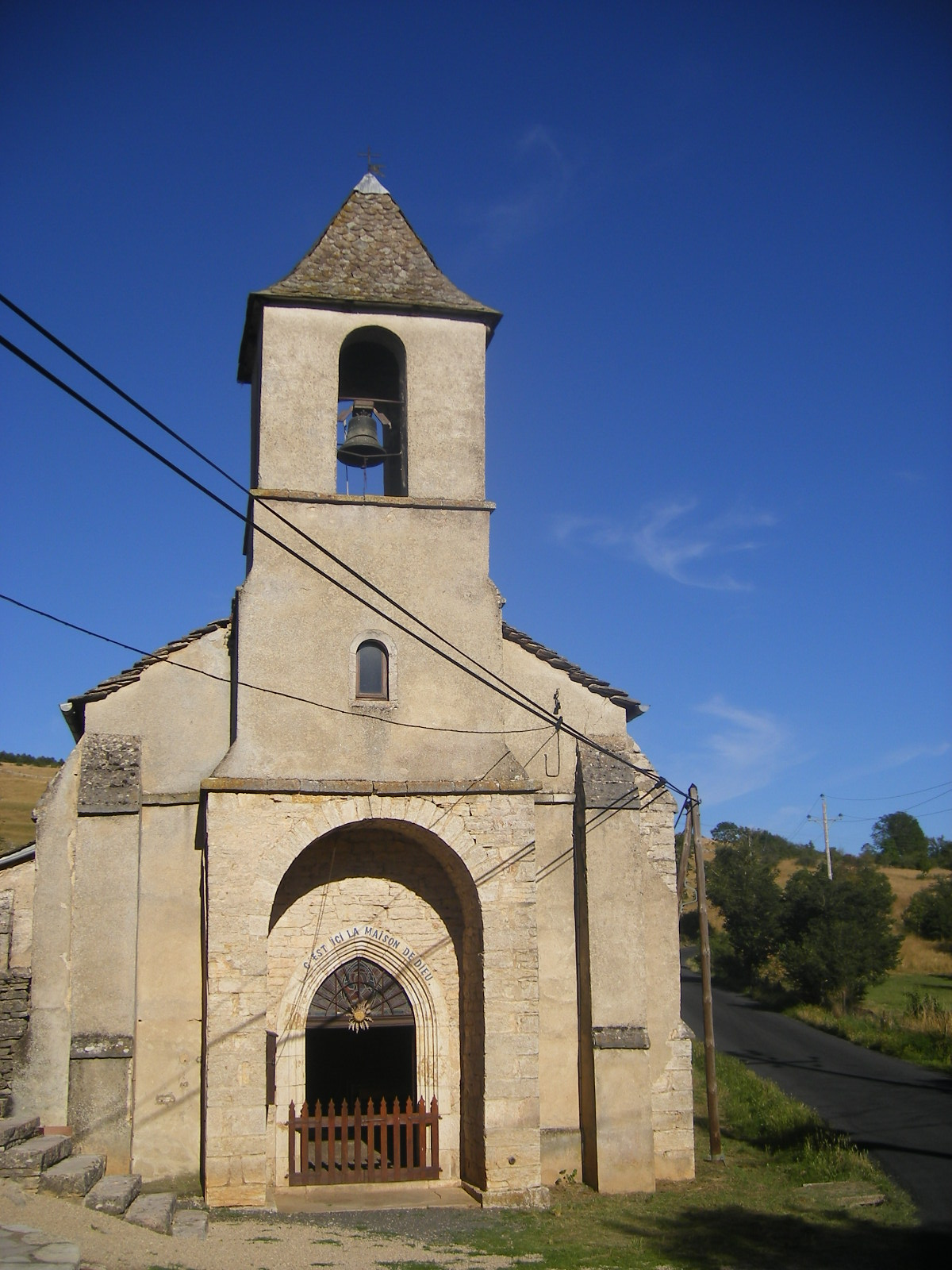
Champerboux temploma
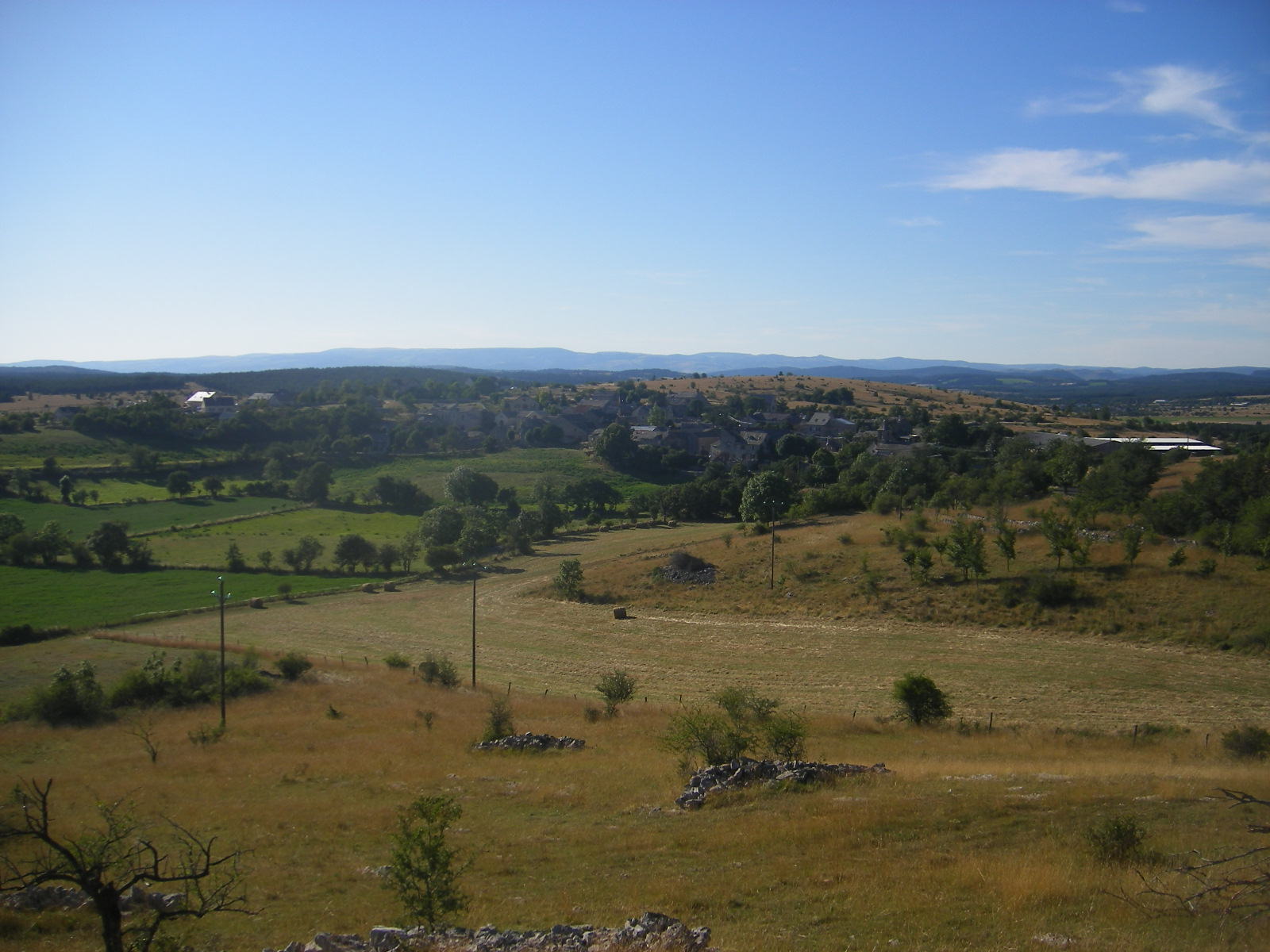
A Causse de Sauveterre Champerboux-nál
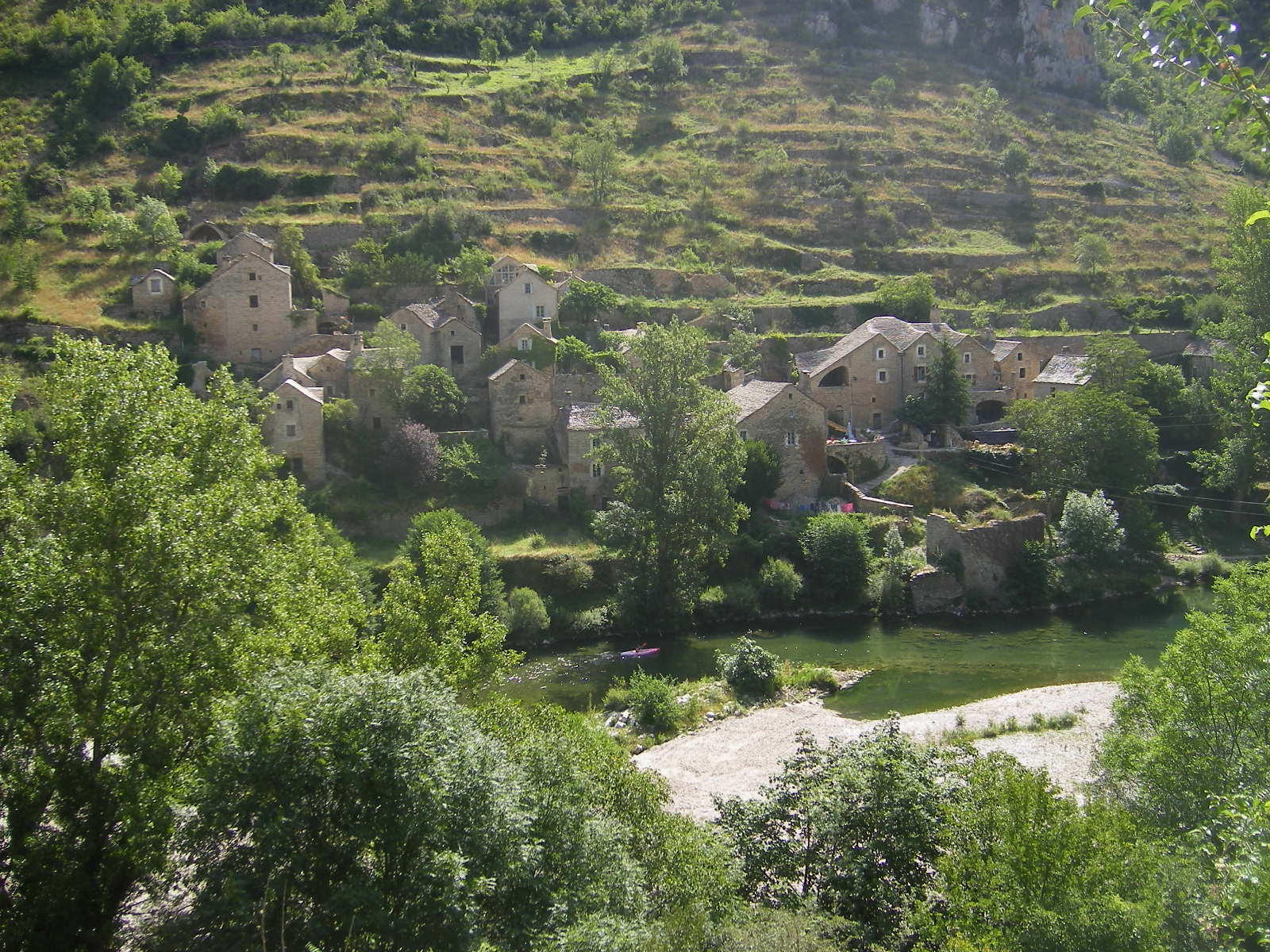
Hautesrives

## Kapcsolódó szócikk
- Lozère megye községei